# Жубанов, Булат Ахметович
Булат Ахметович Жубанов (4 февраля 1929, аул № 9, Темирский район, Актюбинская область — 31 мая 2014, Алма-Ата) — казахский химик.

## Биография
Родился в семье композитора Ахмета Жубанова. Происходит из рода шекти племени алимулы Младшего жуза.
Химик, доктор химических наук (1968), профессор (1969), академик АН КазССР (1975), заслуженный деятель науки КазССР (1979), лауреат Государственной премии КазССР (1984), полный член Нью-Йоркской академии наук (1995).
Окончил Московский химико-технологический институт (1952) и аспирантуру при нём (1955).
Младший, старший научный сотрудник Института химических наук АН КазССР (1956—1968), директор этого же института с 1968 г., академик-секретарь Отделения химико-технологических наук с 1972 года.

## Труды
Под его руководством получила дальнейшее развитие теория поликонденсационных процессов с целью создания новых термо- и огнестойких полимеров. Были найдены пути управления реакцией поликонденсации, позволяющие получить полимеры с заданным комплексом свойств, которые находят применение в ряде отраслей народного хозяйства. В настоящее время внедряются прогрессивные технологии синтеза полимерных лекарственных средств пролонгированного действия с использованием открытий, сделанных под руководством Жубанова.
Автор около 1000 научных трудов, в том числе 8 монографий, более 600 научных статей, имеет более 200 патентов и авторских свидетельств. Под его руководством защитились 14 докторов и свыше 100 кандидатов химических наук, 2 академика (Ергожин Е. Е. и Шайхутдинов Е.).

## Награды и звания
- орден Октябрьской Революции
- орден Трудового Красного Знамени
- Государственная премия Казахской ССР

## Семья
- Жена — Жубанова (Кудайкулова) Заря Галимовна (1932—2003), экономист, кандидат экономических наук.
- Дочь — Жубанова Шолпан Булатовна (р. 17.03.1955), пианистка. Мать известного дирижёра Алана Бурибаева.
- Сын — Жубанов Турар Булатович (р. 18.05.1961). Химик, кандидат химических наук.
- Внуки: Жубанов Алим Турарович, Жубанов Жангир Турарович
- Правнук: Жубанов Ахмет Алимович